# İngiloy Kötüklü
İngiloy Kötüklü è un comune dell'Azerbaigian situato nel distretto di Qax. Conta una popolazione di 721 abitanti.